# Епзах
Епзах (нім. Epsach) — громада  в Швейцарії в кантоні Берн, адміністративний округ Зееланд.

## Географія
Громада розташована на відстані близько 22 км на північний захід від Берна.
Епзах має площу 3,4 км², з яких на 6,2% дозволяється будівництво (житлове та будівництво доріг), 77,9% використовуються в сільськогосподарських цілях, 14,2% зайнято лісами, 1,8% не є продуктивними (річки, льодовики або гори).

## Демографія
2019 року в громаді мешкало 331 особа (+0,9% порівняно з 2010 роком), іноземців було 5,7%. Густота населення становила 97 осіб/км².
За віковим діапазоном населення розподілялося таким чином: 19,3% — особи молодші 20 років, 62,8% — особи у віці 20—64 років, 17,8% — особи у віці 65 років та старші. Було 128 помешкань (у середньому 2,5 особи в помешканні).
Із загальної кількості 85 працюючих 56 було зайнятих в первинному секторі, 4 — в обробній промисловості, 25 — в галузі послуг.